# Периневрий
Периневрий (perineurium) — концентрические слои соединительной ткани (периневральных клеток), образующие оболочку вокруг пучков нервных волокон периферических нервов. Периневрий поддерживает и защищает нервные волокна внутри пучка и обеспечивает прочность и эластичность периферических нервов. В зависимости от размера пучка и местоположения в теле, количество слоев периневральных клеток варьируется от 3 до 15. Каждая периневральная клетка окружена мембраной, состоящей из протеогликанов (ламинин , фибронектин, и сульфата гепарина).
Периневрий впервые был описан немецким физиологом и патологоанатомом Фридрихом Густавом Генле в середине XIX века.
Периневрий представляет собой гладкую прозрачную трубчатую мембрану, которую можно легко отделить от окружающих ее волокон. Напротив, эпиневрий - прочная и механически устойчивая ткань, в которую не так легко проникнуть иглой.